# Rock 'n' Sock Connection
Rock 'N' Sock Connection was een professioneel worsteltag-team dat actief was in de World Wrestling Federation tussen 1999 en 2000 en in 2004. Het team bestond uit The Rock en Mankind, zij wonnen drie keer de WWF Tag Team Championship.

## Kampioenschappen en prestaties
- World Wrestling Federation
  - WWF Tag Team Championship (3 keer)